# Cusanus-Karte

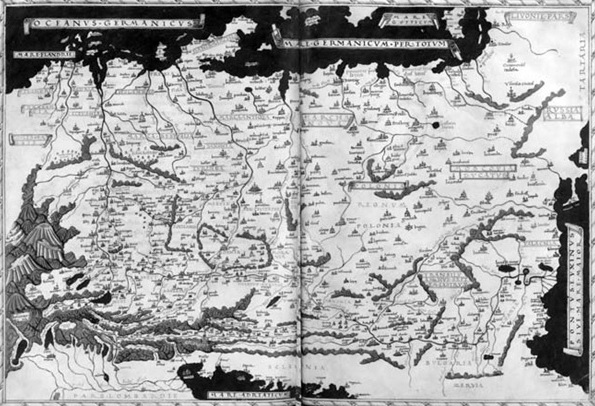
Handgezeichnete Cusanus-Karte

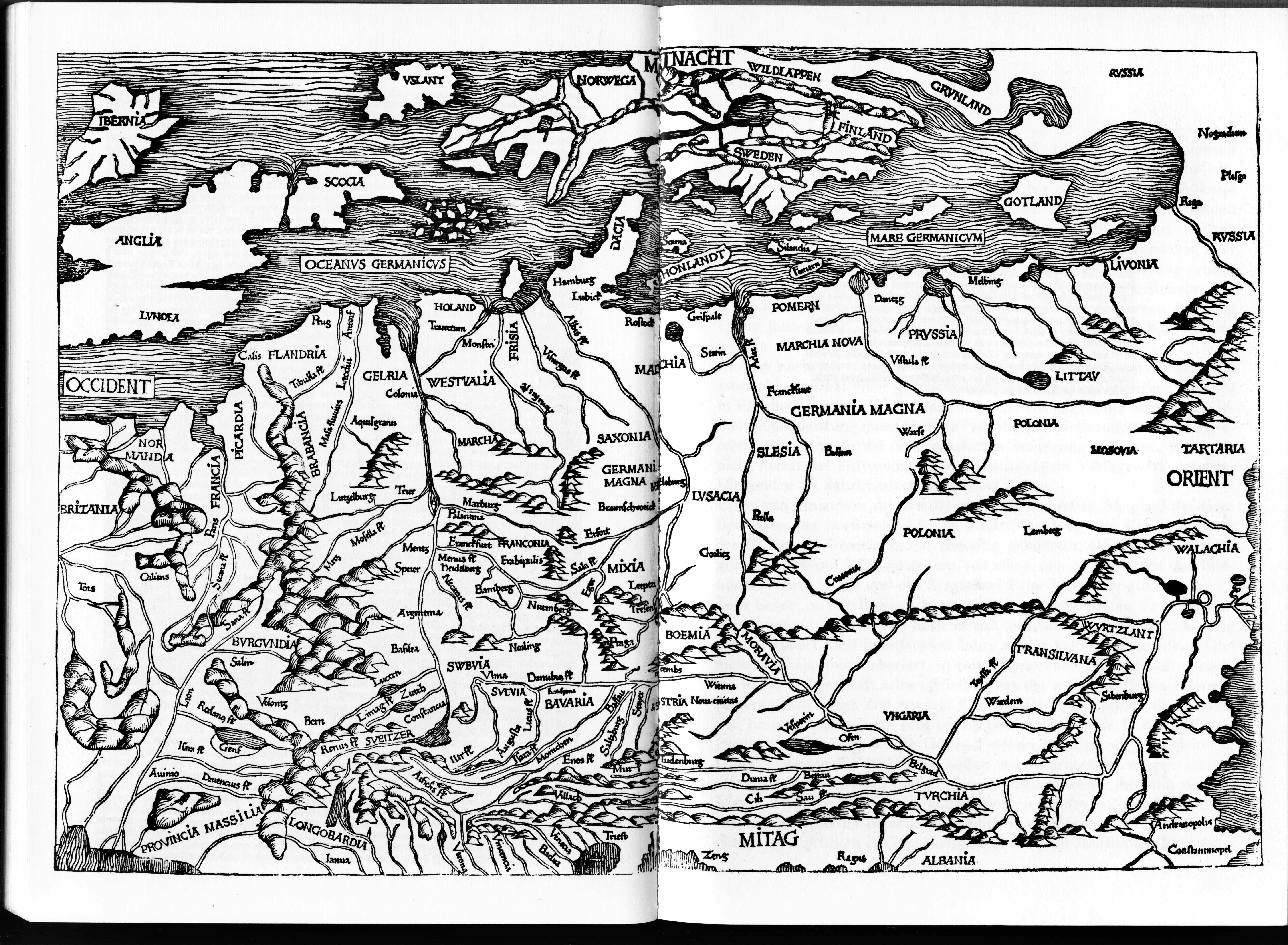
Holzschnitt einer Cusanus-Karte 1493

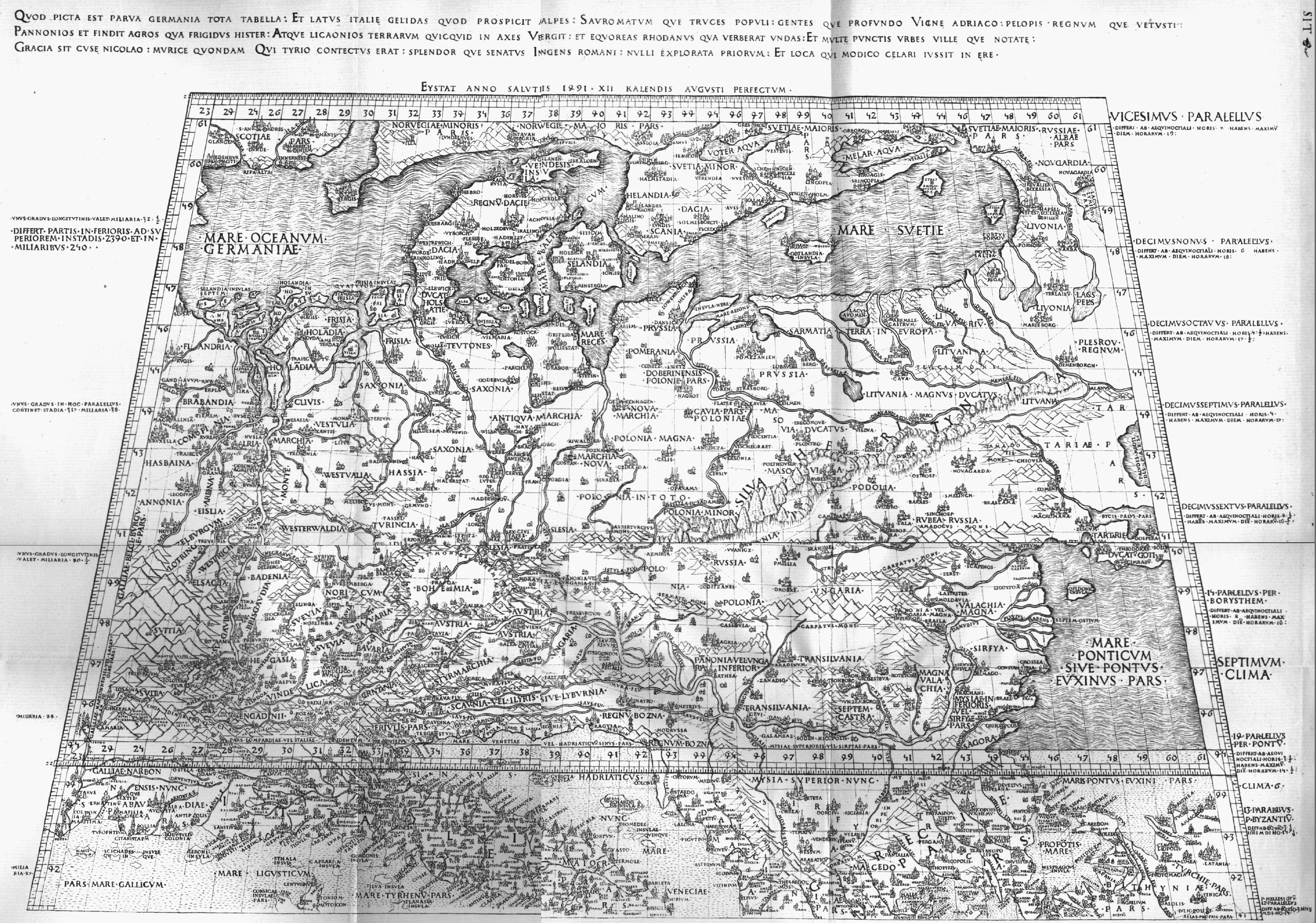
Eichstätter Ausgabe 1491 (Germanisches Nationalmuseum Nürnberg)

Die Cusanus-Karten aus dem 15. Jahrhundert sind die ältesten modernen Karten Mitteleuropas. Die bekannteste Ausgabe ist die Eichstätter Ausgabe der Cusanus-Karte (datiert 1491), die als Kupferstich mit dem Titel parva Germania tota tabella (kleine Tafel von ganz Germanien) gedruckt wurde. Daneben existieren spätere Nachdrucke sowie ein handgezeichnetes Exemplar vor 1490 als Unikat. Der die Karte begleitende Text der Eichstätter Ausgabe nennt als Urheber der Karte den Kardinal Nikolaus von Kues (1401–1464, latinisiert: Cusanus), der zum Zeitpunkt des Abdrucks der Karte längst verstorben war. Die Cusanus-Karten gehören „mit ihrem Umfeld zu den kompliziertesten Kapiteln der deutschen Kartographie“.

## Überlieferung
Eine Handzeichnung oder auch nur eine Erwähnung der Karte in den Schriften des Nikolaus von Kues oder der Zeitgenossen sind nicht erhalten, so dass nicht sicher ist, welchen Beitrag Nikolaus von Kues selbst an der Karte hatte. Stammt die Kartengrundlage von ihm, so ist sie um 1450 zu datieren. In Erscheinung treten die Cusanus-Karten mit einem handgezeichneten Exemplar des Kartographen Henricus Martellus Germanus in Florenz vor 1490, der Eichstätter Ausgabe (datiert 1491), von der drei Abzüge bekannt sind, und späteren Nachdrucken und Nachahmungen. Die 1493 gedruckte Schedelsche Weltchronik enthält eine als Holzschnitt ausgeführte Karte vom Cusanus-Typ.

## Legende
Über die Entstehung der Cusanus-Karten macht der Begleittext der Eichstätter Ausgabe eine kurze Angabe. Am oberen Rand der Karte befinden sich drei Zeilen Text als lateinische Verse. Die Verse lauten in deutscher Übersetzung:
Da ganz Germanien auf dieser kleinen Tafel gezeichnet ist

Und die Seite Italiens, welche gegen die eisigen Alpen hinsieht,

und die wilden Völker der Sarmaten und die Stämme in der Nähe der tiefen Adria, 

und das Reich des alten Pelops, und wo der kalte Ister (Donau) die pannonischen Gefilde teilt,

(da sie) auch etwas an die lykaonischen Gegenden stößt,

und an die Meereswogen, die der Rhodan peitscht,

endlich viele Städte und Flecken durch Punkte bezeichnet sind, –

so sei Dank dem Nikolaus von Cusa, 

welcher einst mit dem Purpur von Tyrus bekleidet 

und eine große Zierde des römischen Senates war 

und die von Keinem der Früheren erforschten Orte in bescheidenem Erz eingraben ließ.

Eichstätt im Jahre des Heils 1491. 

Vollendet am 21. Juli
Der Druck nennt als Urheber Nikolaus von Kues (1401–1464), der zum Zeitpunkt des Abdrucks der Karte längst verstorben war, als Ort der Vollendung Eichstätt und als Datum der Vollendung den 21. Juli 1491. Nikolaus Cusanus soll sich 1451 (nicht 1491) in Eichstätt aufgehalten haben. In welcher Weise ein Eichstätter Kartograph, Drucker oder Stecher um 1491 an der Karte beteiligt war, ist unbekannt.

## Kartenbild
Die Karte ist genordet und hat Trapezform. Sie reicht in Süd-Nord-Erstreckung vom 41. bis zum 61. Breitengrad und in West-Ost-Richtung vom 23. bis zum 61. Längengrad alter Zählung. Das Kartenbild ähnelt älteren Karten von der Germania magna der Geographike Hyphegesis des Claudius Ptolemäus, welche zu jener Zeit ein Standardwerk im Bereich der Geographie und Kartographie war, reicht jedoch weit darüber hinaus. Die Karte stellt unter Verzicht auf politische Grenzen die Geographie Mitteleuropas und Osteuropas dar. Dabei deckt sich die West-, Nord- und Südgrenze der Karte etwa mit der Ausdehnung des Heiligen Römischen Reichs im 15. Jahrhundert. Im Westen reicht sie bis zur Maas-Saône-Rhone-Linie, im Norden schließt sie Teile von Nord- und Ostsee mit ein, im Süden sind Reichsitalien und der Kirchenstaat mit der Stadt Rom einbezogen, ebenso Südosteuropa mit Konstantinopel. Im Osten reicht die Karte bis zu einer gedachten Linie von Nowgorod zur Krim.
Am Rand der Karte sind die Klimazonen nach Ptolemäus angezeigt und beschriftet. Aufmachung und Kartenbild gleichen auch in Details so sehr der 1478 in Rom erschienenen Ausgabe der Cosmographia des Ptolemäus, dass eine Entstehung der Karte in Italien und wohl sogar in der gleichen Werkstatt, also in Rom, in Betracht zu ziehen ist. Die Schrift ist mit einem in Italien üblichen Verfahren genau wie bei den Karten von 1478 in den Kupferblock eingeschlagen.
Das Kartenbild ist im Detail fehlerbehaftet. Es zeigt Xanten an der Lippe, der Richtungswechsel des Rheinlaufs bei Basel fehlt, somit erstreckt sich der Hochrhein mit dem Bodensee in Nord-Süd-Richtung und die Schweiz und die Alpen sind nach Westen verschoben. Die Zentralregion der Karte ist wesentlich genauer kartografiert als die Randregionen.